# Variations (revue)
Pour les articles homonymes, voir Variation.
Variations. Revue internationale de théorie critique est un périodique français consacré à la théorie critique (approche sociologique et philosophique de l'École de Francfort), créé par Jean-Marie Vincent en 2001. Le directeur de publication actuel est Alexander Neumann.

## Présentation
Il s'agit d'une revue transdisciplinaire (sociologie, science politique, anthropologie, cultural studies), inspirée de la théorie critique de l'École de Francfort. Ce périodique a introduit en France des auteurs internationaux proches de la théorie critique, tels Nancy Fraser, le sociologue Oskar Negt, l'essayiste et cinéaste Alexander Kluge, le sociologue politique John Holloway, l'historien des idées Alex Demirović (de), le chercheur en cultural studies Greil Marcus, mais aussi publié des entretiens inédits avec des auteurs critiques français comme André Gorz, Edgar Morin, ainsi que des textes posthumes de Jean-Marie Vincent ou Pierre Bourdieu. La revue propose aussi des articles de chercheurs français spécialistes de l'École de Francfort tel que Miguel Abensour, Jan Spurk, Aldo Haesler ou Stéphane Haber, à côté de sociologues bourdieusiens tels que Frédéric Lebaron ou Bertrand Geay.
Fondée à la suite de la disparition de Futur antérieur (revue que Vincent codirigeait avec le philosophe italien Toni Negri dans le cadre du département de sciences politiques de l'Université Paris VIII), la revue perdure après la mort de son fondateur en 2004. La volonté de lire « Marx après les marxismes » se conjugue avec la volonté de déborder l'académisme des représentants philosophiques de l'École de Francfort autour de Jürgen Habermas et Axel Honneth. 
En ce sens, le centre de recherche sur les mouvements sociaux CRHMSS de l'Université Paris I -  l'avait classée (2003-2010) parmi les revues de recherche tournées vers le mouvement social, aux côtés de Multitudes, Mouvements et Actuel Marx.[réf. nécessaire]
La revue a coorganisé de nombreuses initiatives, dont "L'archipel des revues (FSE de Paris St. Denis, 2003), le colloque en hommage à Jean-Marie Vincent (avec la présidence de l'Université Paris 8, 2004), les Congrès Marx International 5 et 6 (auprès d'Actuel Marx, Université Paris 10, 2007 et 2010).
Au sein de l'espace européen de recherche, la revue est classée par le Directory of Open Access Journals, et est hébergée par OpenEdition Journals.

## Numéros parus
Première série (2001-2003, éd. Syllepse, Paris).
- N.1 : "L'émancipation sociale"
- N.2 : "L'introuvable troisième voie"
- N.3 : "Les nouveaux mythes du capitalisme"
- N.4 : "Sciences sociales et engagement"

Deuxième série (2005-2007, éd. Parangon, Lyon).
- N.5 : "Barbaries, résurgences, résistances"
- N.6 : "La Théorie critique - héritages hérétiques"
- N.7 : "Mouvement social et politiques de la transgression"
- N.8 : "Subjectivités libres et critique de la répression"
- N.9-10 : "Les frontières de la politique"

Troisième série (2008-2010, éd. Variations, Paris / Cleo - OpenEdition Journals).
- N.11 : "La beauté est dans la rue. Mai 68 au présent"
- N.12 : "Wärmestrom. Le courant chaud des sciences humaines".
- N. spécial, collection La Quatrième Génération, Alexander Neumann, "Conscience de casse. La sociologie de l'École de Francfort"
- N.13-14 : Le choix du petit
- N. spécial, collection La Quatrième Génération, Michal Kozlowski, "Les Contre-pouvoirs de Foucault"
- N.15 : La Haine, printemps 2011.
- N.16 : Tahrir is here, hiver 2012
- N. spécial, collection La Quatrième Génération, Jean-Marie Vincent (réed.) "Critique du travail. Le faire et l'agir"
- N.17 : Critique du travail, été 2012
- N.18 : Conceptualiser la prise de parole, printemps 2013
- N.19 : Critique des humanités numériques, 2016

La nouvelle série de la revue (2008) a été longuement présentée par France culture à travers l'émission "à plus d'un titre" (5.9.2008). Les titres parus en librairie depuis 2001 ont été signalés par Télérama, Le Monde diplomatique, L'Humanité, ainsi que des revues critiques (Actuel Marx, Critico, Dissidences).